# Michael Merz (Informatiker)
Michael Merz (* 18. März 1964 in Hamburg) ist ein deutscher Informatiker, Unternehmer  und Sachbuchautor. Seine Werke wurden an mehreren Universitäten als Standardliteratur in E-Business-Seminaren verwendet.

## Leben
Michael Merz wuchs in Hamburg auf. Nach dem Abitur am Gymnasium Hummelsbüttel studierte er zeitgleich Informatik und BWL an der Universität Hamburg und erwarb in beiden Fächern den Abschluss. Am Lehrstuhl von Winfried Lamersdorf (Verteilte Systeme , Fachbereich Informatik der Universität Hamburg) wurde er 1996 promoviert.
Seit 1993 beschäftigt er sich mit dem Thema E-Business und hat dazu neben mehreren Büchern zahlreiche Artikel in Fachzeitschriften publiziert, Konferenzen organisiert und wissenschaftliche Vorträge gehalten. Sein besonderes Interesse gilt dem Thema B2B-Integration, insbesondere den Supply-Chain-Anwendungen von XML, dem Protokoll-Stack ebXML , und dem elektronischen Signieren. 1998 war er Chair und Organizer der ersten wissenschaftlichen Konferenz zum Thema e-Commerce in Europa, der TrEC'98 in Hamburg. Seit 1999 arbeitete er als Geschäftsführer der e-Business-Beratungsfirma Ponton Consulting, deren Geschäftsbereich B2B er im Jahr 2001 mit Tilo Zimmermann per Management-Buy-out herauslöste, und seitdem zusammen führt. Die Ponton Consulting GmbH war von 2002 bis 2012 Teil der C1 Group und ist seit dem Weiterverkauf von Teilen der C1 Group an Cognizant Mitglied der Cora Management GmbH. Am 1. Dezember 2013 firmierte die Firma zur PONTON GmbH um. Michael Merz lebt und arbeitet in Hamburg.

## Veröffentlichungen (Auswahl)
- Blockchain im B2B-Einsatz, MM Publishing, 2018, ISBN 978-3-9820560-1-2[10]
- Einsatzpotenziale der Blockchain im Energiehandel (Kapitel) im Buch Blockchain Technology, de Gruyter, 2016, Hrsg. v. Burgwinkel, Daniel, ISBN 978-3-11-048895-1.[11]
- E-commerce und E-Business. dpunkt.verlag, Heidelberg 2002. ISBN 3-89864-123-6. (Zweite, stark erweiterte Auflage von Electronic Commerce)
- Electronic Commerce – Marktmodelle, Anwendungen und Technologien. dpunkt.verlag, Heidelberg 1998. ISBN 3-932588-31-2.
- Elektronische Dienstemärkte – Modelle und Mechanismen des Electronic Commerce. Springer, Berlin und Heidelberg 1999. ISBN 3-540-63518-1. (Als Dissertation vorgelegt.)
- Michael Merz und Winfried Lamersdorf (als Herausgeber): Trends in distributed systems for electronic commerce – Proceedings der International IFIP GI Working Conference TREC '98. Springer, Berlin und Heidelberg 1998. ISBN 3-540-64564-0.
- Elektronische Märkte im Internet. Thomson Publishers, Bonn und Albany NY 1996. ISBN 3-8266-0247-1. (Erschienen in der Reihe Thomsons aktuelle Tutorien)